# Flor de la Mar

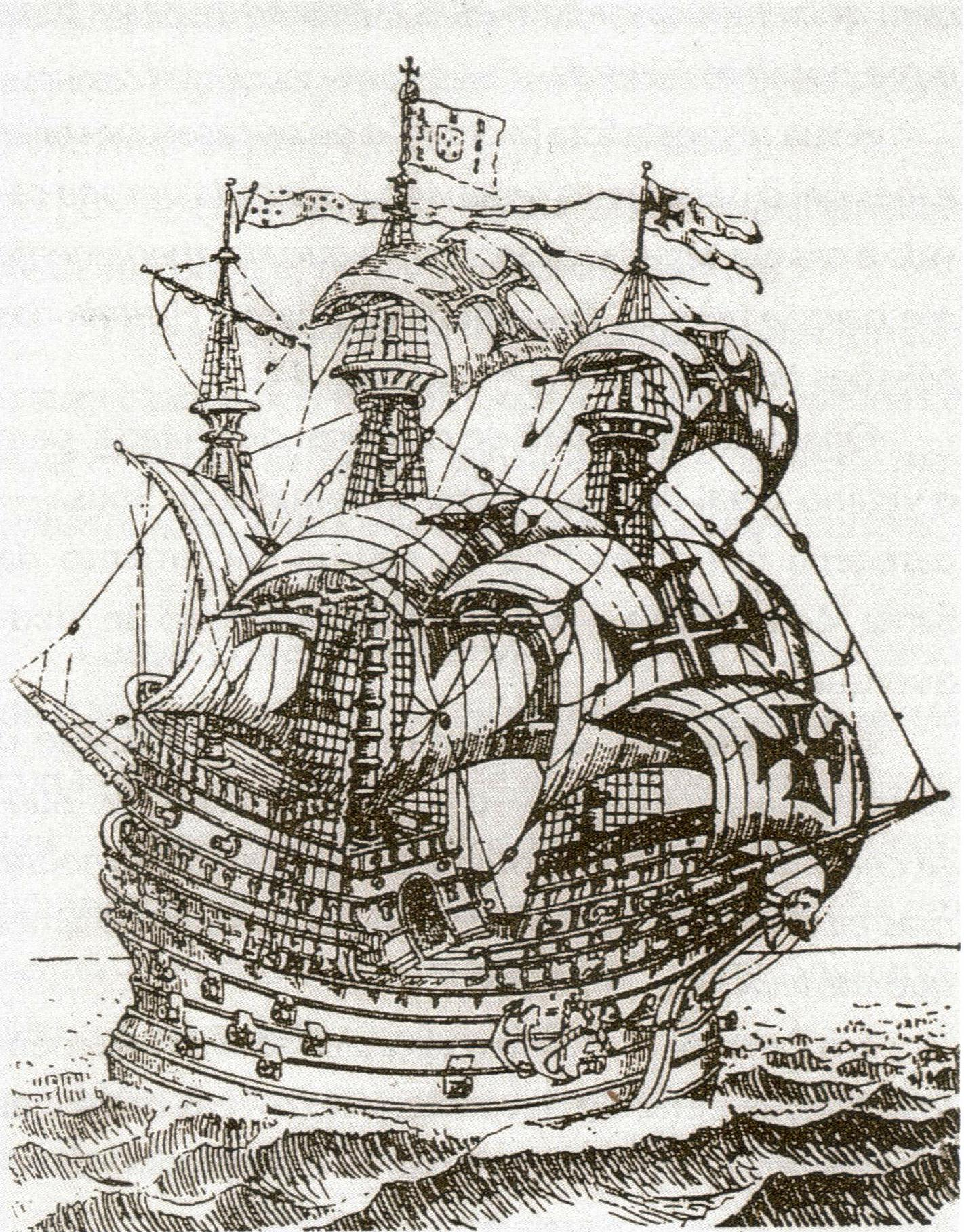
Flor de la Mar afgebeeld als galjoen in de 16e eeuw.

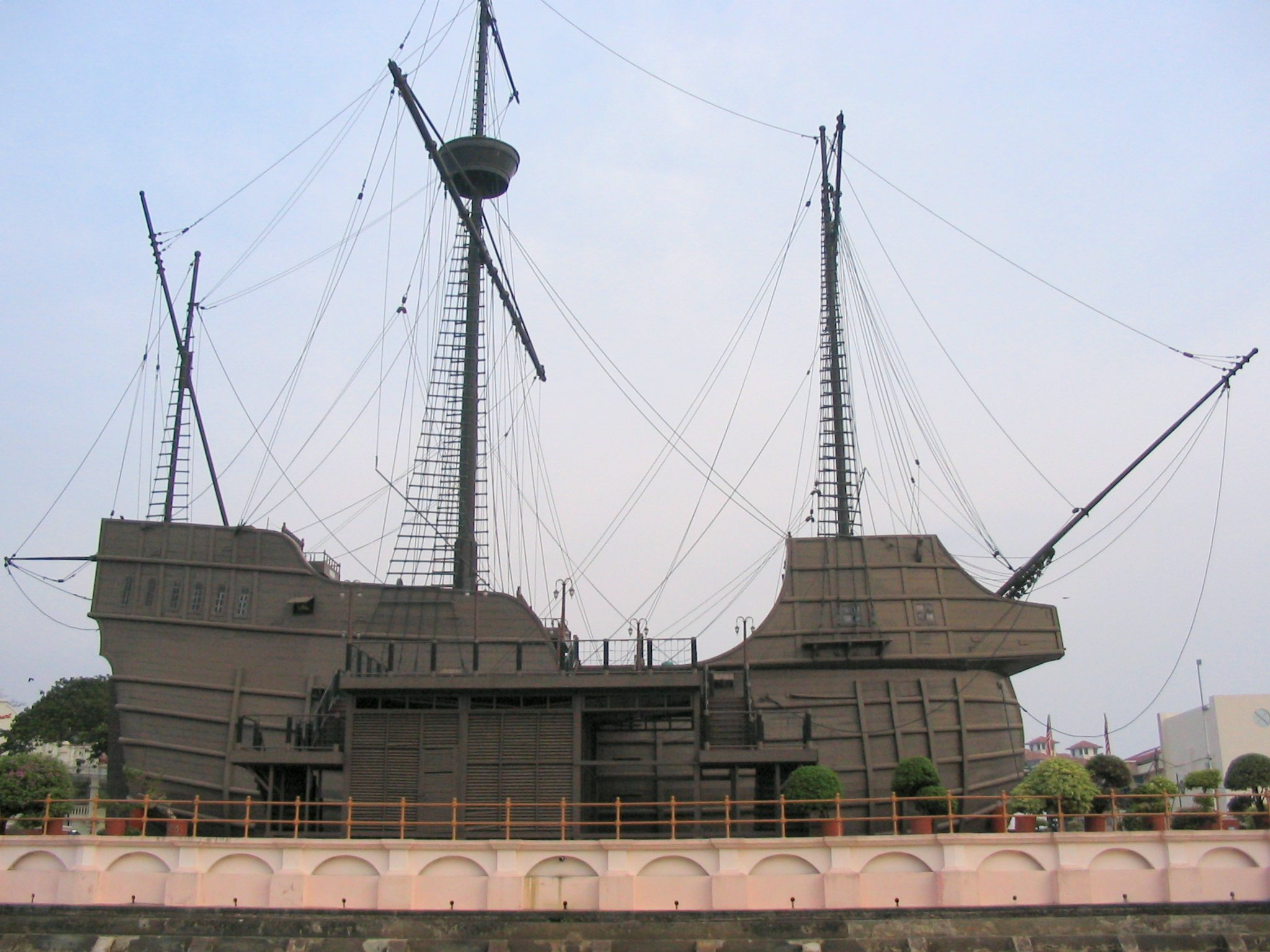
replica van het schip in Malakka, Maleisië.

De Flor de la Mar ("NL: Bloesem van de Zee") was een Portugese kraak, met een gewicht van 400 ton, die aan het begin van de 16e eeuw de oceanen van de wereld bevoer.

## Geschiedenis
De Flor de la Mar was een lang behoudbaar Portugees vrachtschip. In een tijd dat schepen ontworpen waren om drie tot vier jaar mee te gaan, was de Flor de la Mar meer dan twee keer zo lang in dienst.
Een exacte replica van het schip is te zien in het Maritiem Museum in Malakka, Maleisië. Met een hoogte van 36 meter, een lengte van 38 meter en een breedte van 8 meter woog het schip ruim 400 ton. Het schip was daarmee het grootste vrachtschip in haar tijd en bijna twee keer zo groot als andere schepen die de specerijenroute bevoeren.
De Flor de la Mar werd in 1502 in Lissabon gebouwd om op de specerijenroute te varen. Haar eerste reis vond plaats in 1502 onder het bevel van Estevão da Gama, een neef van de ontdekkingsreiziger Vasco da Gama. Volledig beladen met specerijen was de Flor de la Mar moeilijk te manoeuvreren, waardoor er in het eerste jaar vertragingen ontstonden en in 1503 vond een pauze van enkele maanden plaats om het schip te repareren.
De laatste kapitein van de Flor de la Mar was Afonso de Albuquerque. Onder zijn bevel werd het schip gebruikt als oorlogsschip. Vanwege zijn grootte besloot Afonso de Albuquerque het te gebruiken als transportschip voor de schatten die hij veroverde uit het paleis van de sultan van Malakka.
Volledig beladen met de schatten zonk het schip in november 1511 in een storm. Tot op heden is noch het wrak, noch de schat gevonden. Er wordt aangenomen dat het schip zich ergens aan de oostkust van Sumatra bevindt.
Aan boord van de Flor de la Mar zouden onder andere palanquins bedekt met bladgoud zijn geweest, leeuwen gemaakt van goud, evenals de troon van de koningin van Malakka, die zogenaamd bezaaid was met edelstenen. Schattingen van de waarde van de schat bedragen maximaal 7,5 miljard euro.